# Dendrogaster astericola
Dendrogaster astericola is een kreeftachtigensoort uit de familie van de Dendrogastridae. De wetenschappelijke naam van de soort is voor het eerst geldig gepubliceerd in 1890 door Knipovich.